# Canon PowerShot S100
S95 S110
Le PowerShot S100 est un appareil photo numérique compact haut de gamme fabriqué par Canon sorti en décembre 2011. C'est le successeur du PowerShot S95 (en) de la série S des appareils de la gamme Canon PowerShot.
Les images peuvent être enregistrées en mode JPEG ou RAW, et il permet la prise de vidéo en mode HD avec son stéréo.
Le S100 est un appareil similaire aux S90 (en) et S95 avec plusieurs améliorations significatives. Il possède une réduction de bruit améliorée, la correction des blancs et des ombres. Cet appareil est le premier de la série S à utiliser un capteur CMOS qui lui confère des performances plus élevées et une meilleure sensibilité à la lumière. Le S100 est également le premier appareil de la série à posséder l'enregistrement vidéo 1080p à 24 images par seconde.
En 2023, le PowerShot S100 demeure le seul appareil à objectif fixe de la gamme d'appareils Canon à enregistrer en format RAW et à intégrer des données GPS, utilisant un récepteur GPS intégré.